# La Grande Boucle (film)
Pour les autres significations, voir La Grande Boucle.
 (août 2016).
Si vous disposez d'ouvrages ou d'articles de référence ou si vous connaissez des sites web de qualité traitant du thème abordé ici, merci de compléter l'article en donnant les références utiles à sa vérifiabilité et en les liant à la section « Notes et références ».
Pour plus de détails, voir Fiche technique et Distribution.
La Grande Boucle est une comédie française réalisée par Laurent Tuel, sortie en 2013.

## Synopsis
Ancien cycliste de renommée et désormais employé chez Sport 2000, François Nouel (Clovis Cornillac) suit depuis toujours le Tour de France. Mais alors qu'il a prévu de partir en vacances avec son fils et sa femme Sylvie (Élodie Bouchez), son employeur lui demande de remplacer un collègue de travail pour faire partie de la caravane du Tour. Pris au dépourvu, François ne peut cacher la vérité durant la soirée de présentation de l'équipe sponsorisée par Sport 2000, et par inadvertance, casse le porte-bonheur de Tony Agnelo (Ary Abittan), leader de l'équipe. En une soirée, il perd son travail et sa femme part en vacances avec leur fils Thomas.
François fait alors la connaissance de Rémi Plétinckx (Bouli Lanners), ancien vainqueur du Tour ayant sombré dans l'alcoolisme. N'ayant plus rien à quoi s'accrocher, François décide alors de réaliser son rêve d'enfant : faire le Tour de France, avec un jour d'avance sur les pros. Il croise sur sa route les Bojean, qui après l'abandon de leur coureur fétiche dans la première étape, décident de suivre François dans son défi avec leur camping-car.
Rémi Plétinckx vient ensuite en aide à François en lui fournissant le matériel et en parlant de son défi à la télévision, notamment auprès de Nelson Monfort. Très rapidement, au fil des étapes, François gagne en popularité auprès du public, et même la Patrouille de France lui rend hommage, au grand dam de Tony Agnelo, qui s'énerve de le voir voler la vedette. Après quinze étapes, François réussit à terminer l'étape reine des Pyrénées arrivant au col du Tourmalet.
Le lendemain, Plétinckx pousse François à faire de la promotion pour de nombreux sponsors, mais François est excédé par l'attitude de Rémi qui ne cherche que l'argent. De plus, dans la même journée, Tony Agnelo va chercher François à son hôtel pour le défier sur le contre-la-montre par équipes durant le jour de repos des coureurs. Le défi est, malgré la volonté de François, accepté, et alors que 4 coureurs de l'équipe Sport 2000 se présentent sur la ligne de départ, François est aidé par Tina, la fille des Bojean, ainsi que par Bernard Hinault et Laurent Jalabert.
Mais durant l'étape, François reçoit un appel de sa femme Sylvie : son fils est parti et elle ne sait pas où il se trouve. François remarque, sur le parcours, des affiches pour un concert d'un rappeur à Narbonne, nommé Âme Strong, que son fils adore. Il déduit alors que Thomas est parti au concert et décide de le rejoindre sans terminer l'étape. Là-bas, il se fait remarquer par Âme Strong, qui s'avère être un fan de cyclisme. Ce dernier, après le concert, ramène François et son fils auprès du camping-car des Bojean.
Alors que tout semble aller pour le mieux, le lendemain, François reçoit des accusations de dopage, qui se révèlent au grand jour lorsque Pierre Bojean vide le sac de François, rempli de seringues et d'anabolisants. Tout s'écroule pour François, qui perd toute crédibilité et toute compassion auprès du public, mais décide malgré tout de terminer son Tour de France, accompagné par son fils qui a décidé de le suivre. Lors de l'avant-dernière étape, privé de ravitaillement et n'ayant plus aucun soutien, François, épuisé, s'évanouit sur la route. Il se réveille à l'hôpital : les Bojean l'ont récupéré. Ses analyses montrent qu'il n'a pris aucun produit dopant : il s'agissait d'un coup monté de Plétinckx, qui regrette son geste.
Cependant, François a perdu son jour d'avance : il ne peut donc plus terminer son Tour avant les pros, sachant que des forces de police interdisent l'accès au circuit des Champs-Élysées. Les compagnons de François font alors diversion pour le laisser passer, mais tous sont arrêtés. Mais François n'était pas parmi les coureurs qui l'accompagnaient, mais dans le peloton de la vraie course, déguisé en coureur de l'équipe Sport 2000. Il est accompagné par Tony Agnelo, qui lui a pardonné le bris de son porte-bonheur. Ce dernier, ayant récupéré le maillot jaune du Tour, décide, au passage du premier tour de circuit, de laisser partir François devant afin qu'il termine son Tour. Sa femme Sylvie l'attend à côté de la ligne d'arrivée.
François a donc réalisé son rêve et s'est réconcilié avec sa femme et son fils, tandis que Tony Agnelo remporte le Tour de France. Rémi Plétinckx, quant à lui, a cessé de boire et décide de former des jeunes cyclistes.

## Fiche technique
- Titre original : La Grande Boucle
- Réalisation : Laurent Tuel
- Scénario : Romain Protat, Lyes Bélaïdouni et Yohan Levy
- Décors : Arnaud de Moleron
- Costumes : Emmanuelle Youchnovski et Annabel Leroy
- Photographie : Gilles Porte
- Musique : Philippe Sarde
- Supervision musicale : Varda Kakon
- Montage : Antoine Vareille
- Production : Nicolas Souhami, Renaud Souhami, Olivier Delbosc et Marc Missonnier
- Sociétés de production : Fidélité Films et Bago Films
- Société de distribution : Wild Bunch Distribution
- Pays d'origine :  France
- Langue originale : français
- Format : couleur
- Genre : comédie
- Durée : 98 minutes
- Dates de sortie :
  -  France : 12 juin 2013

## Distribution
- Clovis Cornillac : François Nouel
- Ary Abittan : Tony Agnelo, le coureur vedette
- Bouli Lanners : Rémi Pletinckx
- Bruno Lochet : Pierre Bojean
- Élodie Bouchez : Sylvie Nouel, la femme de François
- Paul Granier : Thomas Nouel, le fils de Sylvie et de François
- Rose Caprais : Tina Bojean, la fille de Pierre et de Gertrudis
- Annick Christiaens : Gertrudis Bojean, la femme de Pierre
- André Marcon : Daniel Lafarge,  manager de l'équipe Sport 2000
- Doudou Masta : Âme Strong, le rappeur
- Richard Sammel : Müller, PDG de Sport 2000
- Michel Ferracci : Santini
- Nelson Monfort : lui-même
- Philippe Lacheau : le présentateur du Tour de France
- Laurent Jalabert : lui-même
- Bernard Hinault : lui-même
- Riton Liebman : le journaliste télé
- Guy Amram : le barman
- Michel Drucker : lui-même
- André Manoukian : acolyte d'Âme Strong
- Gérard Holtz : lui-même

## Production

### Développement

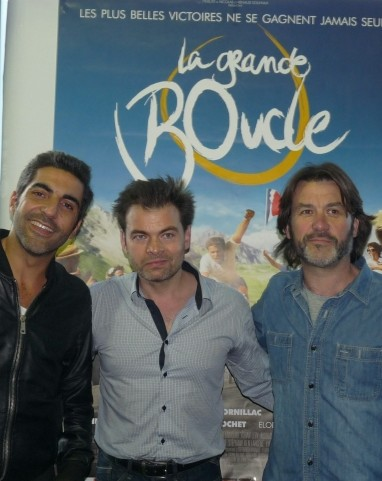
La vedette Clovis Cornillac, entouré de son partenaire Ary Abittan et du réalisateur Laurent Tuel, à la première du film, en mai 2013

Le projet est né en 2007, de l'idée de Renaud Souhami, producteur et directeur financier de la Coupe du monde de rugby en France, à la suite du passage du Tour de France à Marcoussis. Il a fait appel à Laurent Tuel, réalisateur de Jean-Philippe et du Premier Cercle pour réaliser le film. Afin de rendre le film plus réaliste, ils ont demandé à Amaury Sport Organisation d'utiliser les installations et les images réelles du Tour de France lorsqu'il se déroule au mois de juillet. C'est grâce à ce partenariat avec le Tour que le film a pu voir le jour et a été tourné durant les mois de juin et juillet 2012. Ainsi, ils ont pu utiliser des véritables lieux de départ et d'arrivée, y compris les Champs-Élysées sur lesquels ils ont pu tourner pendant deux heures juste avant l'arrivée des coureurs. André Manoukian a composé la bande-son du film.

### Audition
Le choix de Clovis Cornillac comme héros du film s'est rapidement imposé aux producteurs, car « [Clovis] aime ce genre de défi physique et puis qu’il a ce rayonnement populaire, cette image d’homme ordinaire qui peut se transcender. » Il a par ailleurs parcouru près de 5 500 kilomètres en cinq mois (l'équivalent d'un Tour de France et demi) et a escaladé plusieurs grands cols pour se préparer physiquement au tournage du film. Ary Abittan est par ailleurs parvenu, grâce à la foule présente, à réussir une partie de l'ascension du Tourmalet sans s'arrêter.
Laurent Jalabert et Bernard Hinault, présents chaque année sur le Tour, ont également fait partie du tournage, mis en scène dans un contre-la-montre.

### Tournage
Les scènes du film ont été tournées :
- Corrèze
  - Brive-la-Gaillarde
- Eure-et-Loir
  - Bonneval
- Seine-et-Marne
  - Fresnes-sur-Marne
  - Serris
  - Villeneuve-le-Comte
- Val-d'Oise
  - Ableiges
  - Montgeroult
- Paris
  - Avenue des Champs-Élysées
- Yvelines
  - Cernay-la-Ville
  - La Celle-les-Bordes
  - Le Perray-en-Yvelines
- Essonne
  - Gif-sur-Yvette
- Hauts-de-Seine
  - Bagneux
- Oise
  - Pont-Sainte-Maxence
- Hérault
  - La Grande-Motte
  - Montpellier
  - Portiragnes
  - Valflaunès
- Aude
  - Bagès
  - Narbonne
  - Villemagne
- Pas-de-Calais
  - Saint-Omer
  - Béthune
  - Lens
  - Liévin
  - Sangatte
- Ariège
  - Foix
- Haute-Garonne
  - Lécussan
- Gers
  - Samatan
  - Aux-Aussat
  - Mont-d'Astarac
- Hautes-Pyrénées
  - Aureilhan
  - Bagnères-de-Bigorre
  - Barèges
  - Ferrère
  - Cirque de Gavarnie
  - Ibos
  - Lanespède
  - Tarbes
  - Col du Tourmalet
- Saône-et-Loire
  - Mâcon
- Pyrénées-Atlantiques
  - Pau
- Ain
  - Col du Grand Colombier

#### Erreurs
- Le Tour de France du film a une construction très incohérente, d'après sa carte en début de film :
  - Il ne comprend que 20 étapes, contre 21 habituellement dans un Tour de France.
  - Les premières étapes sont très longues (plus de 250 kilomètres), l'épreuve ne peut normalement pas avoir plus de deux étapes de plus de 225 kilomètres.
  - De très nombreuses étapes se situent dans le Sud-Ouest (expliqué par les villes de tournage), alors qu'un Tour de France essaie généralement de passer par le plus grand nombre de régions.
  - Il n'y a, d'après la carte du début du film, que 2 ou 3 étapes de montagne contre 6 à 8 habituellement, et une seule est vraiment montrée, celle du Tourmalet. Cette étape présente d'ailleurs le Soulor comme une difficulté majeure, alors qu'il est franchi dans la descente de l'Aubisque, et donc n'est pas spécialement difficile.
  - L'étape Samatan - Foix, présentée comme un contre-la-montre par équipes dans le film, ne peut pas avoir lieu en troisième semaine et est bien trop longue par rapport aux règlements de l'UCI.
  - Le transfert de Bagnols-sur-Cèze à Albertville fait presque 300 kilomètres : il serait impossible pour François Nouel de rallier le départ assez tôt sans le camion des Bojean et de terminer l'étape le jour même, considérant qu'il s'agirait d'une étape de montagne (étant donné l'arrivée à La Toussuire).
- Le Tour de France présente des images du col du Grand Colombier, qui n'est normalement pas sur le parcours. Mais cela est expliqué par les images réelles filmées par France Télévisions durant l'édition 2012 de l'épreuve, réutilisées pour le film.
- Nelson Monfort ne commente pas le cyclisme. Cependant, Gérard Holtz, qui est brièvement entendu à la télévision dans le film, est présent chaque année sur le Tour.
- L'arrivée aux Champs-Élysées n'a que très peu de public : cela est expliqué par le fait que le tournage s'est fait quelques heures avant le passage de la course, et donc le public n'était pas encore installé.

### Bande-originale
- Marcel Amont - Il a le maillot jaune

## Accueil

### Critique
Le film reçoit des critiques mitigées autant de la presse (moyenne de 2,4 étoiles sur 5 sur le site Allociné recensant 17 critiques) et du public (3,2 étoiles sur 5 sur la base de 270 critiques spectateurs). Le film est considéré comme « sympathique » par Le Journal du dimanche, qui « divertit agréablement » pour la revue Positif, et même « haletant et bien ciselé » pour le journal Le Monde qui écrira une des critiques les plus positives. Cependant, le film est souvent critiqué pour son scénario « balourd » selon La Croix, « très attendu » pour Les Fiches du cinéma, « qui pédale dans la semoule » pour Le Figaro et Première, et même qualifié d'« indigent » par Télérama, critiquant aussi vivement les nombreux placements de produit du film.
Le public a également été beaucoup divisé sur la performance de Clovis Cornillac, « excellent » pour certains, « nullissime » pour d'autres spectateurs.

### Box-office
Le film fut un échec commercial au box-office. En raison de son budget de 14 millions d'euros et d'un fort soutien de l'organisation du Tour de France, qui fêtait sa 100e édition, le film devait faire au minimum 2 millions d'entrées pour être rentable. Cependant, dès son premier jour de sortie, le film n'a pas trouvé son public, ne réalisant que 26 473 entrées. À la fin de la première semaine, La Grande Boucle totalise 131 010 entrées sur une large distribution de 456 copies, pointant au sixième rang. Le film perdra ensuite rapidement des entrées et des salles pour finir sa carrière à 261 860 entrées. La Grande Boucle n'aura donc pas profité de l'exposition médiatique du Tour de France.